# Сарбевский, Матей Казимир
Ма́тей Кази́мир Сарбе́вский (латинизированное имя Sarbievius, Сарбевий, пол. Maciej Kazimierz Sarbiewski, бел. Мацей Казімір Сарбеўскі, лит. Motiejus Kazimieras Sarbievijus; 24 февраля 1595, Сарбев, под Плоньском, Польша — 2 апреля 1640, Варшава) — литовско-польский латиноязычный поэт и теоретик литературы.

## Биография

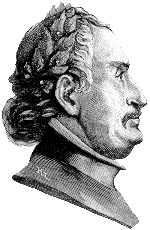
Сарбевский

Учился в школе иезуитов в Пултуске, в 1612 году вступил в новициат в Вильне и стал иезуитским монахом. В 1617—1619 годах преподавал поэтику в иезуитской коллегии в Крожах (ныне Кражяй в Литве); в 1617—1620 годах — преподаватель Полоцкой иезуитской академии.
В 1620—1622 годах обучался на теологическом отделении в Виленской иезуитской академии (Almae Academia et Universitas Vilnensis Societatis Jesu). Для продолжения образования был послан в Рим. По возвращении преподавал в Виленской иезуитской академии философию и теологию (1627—1635). В 1635 году по приглашению польского короля Владислава IV Вазы переехал в Варшаву и стал его придворным проповедником (1635—1640).

## Творчество
Писал на латинском языке. Сочинять стихотворные тексты начал в Крожах. Выпустил издания, прославляющие вельмож Великого княжества Литовского (Кишки, Ходкевичи, Сапеги) лат. Gratulatio Stanislao Kiszka, episcopo Samogitiae… (1618), Obsequium gratitudinis… Joanni Carolo Chodkiewicz… (1619), Hymenodora… Joanni Stanislao Sapieha… et Annae Chodkieviciae… (1620), в которых стремился поразить эрудицией, изощрёнными аллюзиями и обилием имён, почерпнутых из античной мифологии. Методично латинизировал местные названия (Kražiai — Crosi, Crosos; Kražantė — Crosenta) и реалии.

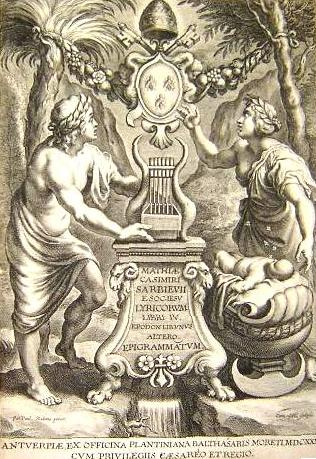
Фронтиспис Lyricorum Libri по рисунку Рубенса

В Риме создал сборник поэзии Lyricorum libri tres («Три книги лирических стихотворений», 1625), своеобразно подражая Горацию и сочетая мотивы горацианской поэзии с библейскими сюжетами. Будучи придворным проповедником Владислава IV Вазы, стихам мог уделять меньше времени, которое уходило на проповеди и сопровождение короля в поездках и охотах. По мотивам поездок написал небольшое произведение Silvi ludia («Лесные забавы»; напечатана в 1757 году), по-видимому, предназначавшееся для придворной сцены.
На развитие теории литературы и эстетики эпохи Барокко оказала влияние поэтика Сарбевия в пяти частях, в которых обсуждаются основные жанры и роды поэзии — эпиграмма, элегия, лирика, эпос. В XVII веке наиболее популярной была первая часть De acuto et arguto («Об остром и язвительном стиле»).
При жизни считался наиболее выдающимся латиноязычным поэтом Европы. Папа римский Урбан VIII увенчал его лавровым венком. При жизни Сарбевия вышло пять основных изданий его поэзии (Кёльн, 1625; Вильно, 1628; Антверпен, 1630; Антверпен, 1632 с титульным листом работы Рубенса; Антверпен, 1643). После смерти поэта до конца XVIII века эти издания повторно выходили более чем 50 раз.

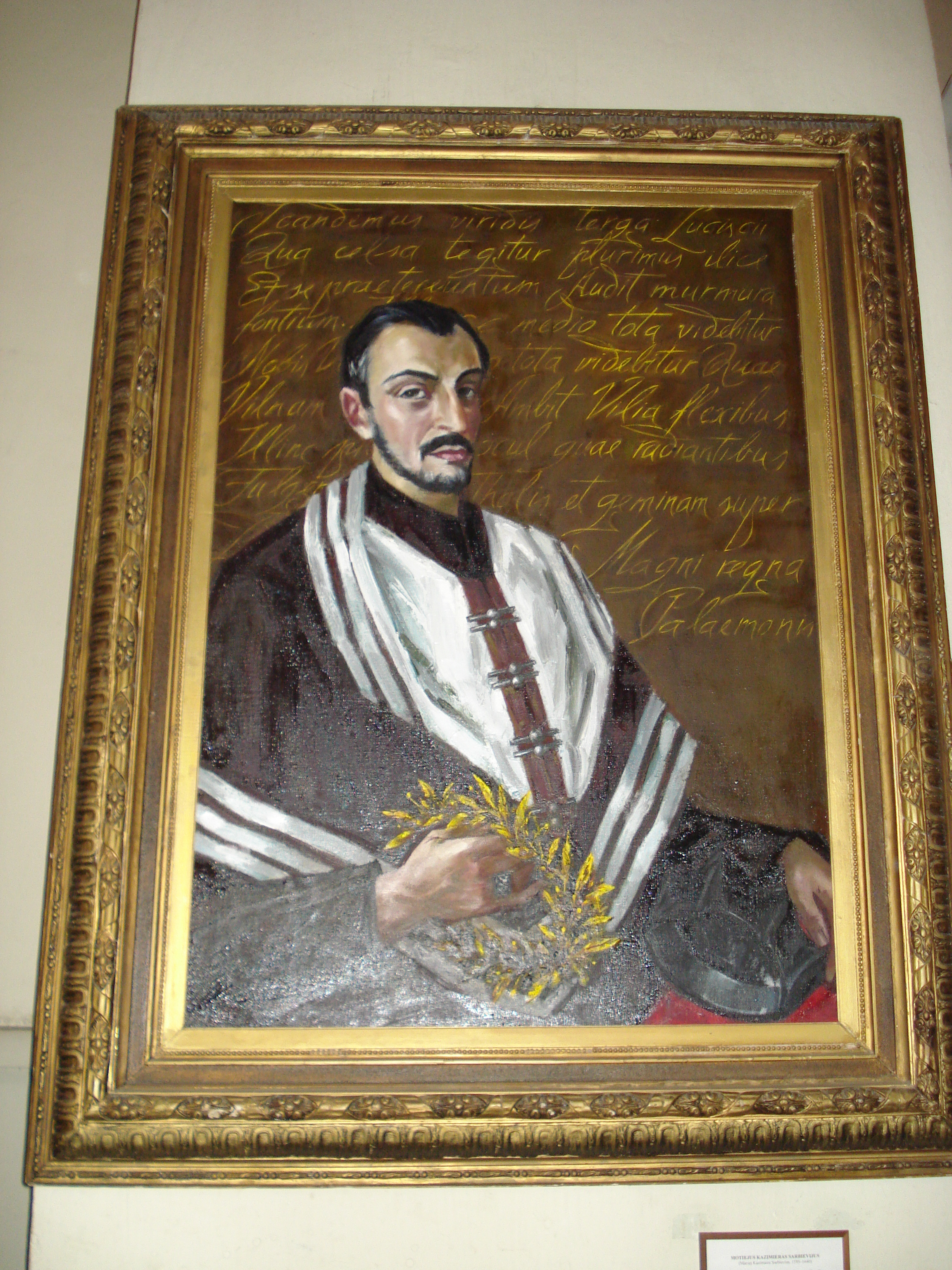
Витаутас Циплияускас. Портрет Сарбевия

Именем Сарбевия назван двор в ансамбле Вильнюсского университета. Над воротами его установлена мраморная плита в память заслуг поэта с текстом на латинском языке. В костёле Святых Иоаннов находится его портрет работы художника Витаутаса Циплияускаса.

## Произведения
- Lyricorum libri III (1625).
- Lyricorum libri IV (1634).
- Epodon liber unus alterque Epigrammatum (1634).
- Descriptio gentium ("Описание народа")

### Теория литературы
- De perfecta poesi («О совершенной поэзии»)
- De acuto et arguto («Об остром и язвительном (стиле)»)
- Characteres lyrici («О родах лирики»)
- De virtutibus et vitiis carminis elegiaci («О достоинствах и недостатках элегии»)